# مو جونستون
موريس جون غيبلين جوهنستون (بالإنجليزية: Moaurice John Giblin Johnston)‏ مواليد 13 أبريل 1963 في غلاسكو، هو لاعب كرة قدم إسكتلندي دولي سابق كان يلعب كمهاجم. سبق له أن لعب في كأس العالم لكرة القدم مع منتخب بلاده. لعب خلال مسيرته 623 مباراة سجل خلالها 221 هدفاً.

## المسيرة الاحترافية

### أندية لعب لها
- نادي واتفورد
- نادي سلتيك
- نادي نانت
- نادي رينجرز
- نادي إيفرتون
- هارت أوف ميدلوثيان
- نادي فالكيرك
- سبورتينغ كانساس سيتي

## روابط خارجية
- مو جوهنستون على موقع الاتحاد الدولي (مؤرشف)  (الإنجليزية)
- مو جوهنستون على موقع الاتحاد الأوربي (الإنجليزية)
- مو جوهنستون على موقع الدوري الأمريكي (الإنجليزية)
- مو جوهنستون على موقع قاعدة بيانات كرة القدم.إي يو (الإنجليزية)
- مو جوهنستون على موقع ناشيونال فوتبول تيمز (الإنجليزية)
- مو جوهنستون على موقع Soccerway.com (الإنجليزية)
- مو جوهنستون على موقع عالم كرة القدم.نت (الإنجليزية)